# Dokkōdō
Dokkōdō (独行道 (獨行道) (Độc Hành Đạo)) là 21 chương sách ghi chép lại phong cách sống của Shinmen Musashi (Miyamoto Musashi). Và ông gọi chúng là Tự Thề Thư. Ông đã truyền lại cuốn sách này cho đệ tử của mình là Terao Magonojou vào ngày 12 tháng 5 năm Chính Bảo thứ 2 (1645) cùng với cuốn binh pháp Ngũ Luân Thư trước khi qua đời 1 tuần sau tại nhà riêng ở thành Chiba Kumamoto trong những năm sống cuối đời của ông khi làm khách tại miền Higo Kumamoto.

## Khái Niệm

### Truyền Lai - Hình Trạng
Tuy so với tranh thủy mặc thì những cuốn sách của Musashi có hiếm hơn, nhưng người ta truyền rằng cuốn sách này được Musashi tự tay viết. Trong cuốn Bukouden do Toyoda Seishuu biên soạn có viết "Chính Bảo Nhị Niên Ngũ Nguyệt Thập Nhị Nhật, Ngũ Luân Thư trao cho Terao Magonojou, Đồng Nhật Chắp Bút Nhị Tự Thề Thư". Được viết vào trước 1 tuần trước khi ông qua đời. Bản thân Musashi đã tự đặt tên cho cuốn sách 21 chương này là Độc Hành Đạo, các độc giả sau này diễn giải rằng, đây không phải là các bài học, mà đúng như tên gọi "Con đường ta đi một mình" thể hiện lên phong sách sống độc tự của Musashi. Trong sách có những câu nói như "Không Đi Theo Con Đường Của Thế Gian, Làm những gì bạn thích, Trở thành một người có thể trông cậy, Nghĩ ít cho bản thân nhưng nghĩ nhiều về thế giới, Cả Đời Không Nghĩ Đến Dục Tâm". Đây là những câu nói biểu hiện quyết tâm có thể sánh ngang với những vị tăng đi theo con đường phật pháp. Những điều mà người thường khó có thể làm theo. Và ông cũng có nhưng câu nói nổi tiếng như "Không Hối Hận Về Những Việc Mình Đã Làm" hoặc "Tôn trọng thần thánh, nhưng không được dựa dẫm vào thần thánh".
Về truyền lại của cuốn sách đến ngày hôm nay, không rõ ràng tại sao cuốn sách đã được truyền lại cho Trưởng Gia Toyoda là Yatsushiro và sau đó qua tay nhiều người sở hữu và hiện nay đã được tặng cho Bảo Tàng Mĩ Thuật Huyện Kumamoto.
- Hình Trạng: Chì Bản Mặc Thư - Quải Phúc Trang
- Size: Chiều cao 16,8 cm, Chiều Ngang 97,3 cm
- Tài sản văn hóa thuộc: Tài sản văn hóa quan trọng của tỉnh Kumamoto